# Взломщики (фильм, 1984)
«Взломщики» (англ. Crackers) — фильм французского режиссёра Луи Маля, снятый им в США, в 1984 году. Ремейк итальянского фильма, режиссёра Марио Моничелли «Злоумышленники, как всегда, остались неизвестны» 1958 года.

## Сюжет
Действие происходит в Сан-Франциско в начале 80-х. Потерявший работу строитель Уэстлейк и его приятель Тёртл целые дни проводят в небольшом ломбарде у своего знакомого Гарви, время от времени выполняя разную мелкую работу и получая за это небольшие деньги.
Двое друзей: музыкант-любитель Диллард и нелегал из Мексики Рамон принесли Гарви украденное из автомобиля радио и пытались взамен получить заложенную гитару. Хозяин посчитал такой обмен неравнозначным и предложил, с учётом полагавшейся ему разницы, установить сигнализацию на входную дверь. Он как раз собирался уехать в гости к матери и экономил на необходимости нанять сторожа. На эту работу рассчитывал Уэстлейк и затаил некоторую обиду на скуповатого Гарви.
Рамон предложил Дилларду смонтировать сигнализацию таким образом, чтобы они могли её по необходимости отключить, забраться ночью в ломбард и забрать гитару. Их разговор подслушал Бордуолк и пересказал его Уэстлейку. Тот пригласил всех заинтересованных лиц к себе и предложил план проникновения в ломбард и взлома заветного сейфа.
У своего старого знакомого, криминального слесаря Лаццарелло, Уэстлейк получил необходимый инструмент и инструкции квалифицированного налёта. В назначенный день группа новоявленных «медвежатников» направилась к цели своего преступления. В силу своего характера и крайнего непрофессионализма, они едва попали в помещение, где стоял сейф. С помощью направленного взрыва была открыта дверца, но тут неожиданно среди ночи появился Гарви, изрядно выпивший и убитый горем. Его мать, к которой он поехал погостить, скоропостижно умерла и он с благодарностью выслушивал слова утешения своих «друзей», не задумываясь о цели их ночного присутствия у себя в лавочке.
На беду сработала сигнализация и подоспевшие полицейские собрались арестовать всю компанию. Гарви возмутился такой «неблагодарностью» и заявил, что только с их помощью была предотвращена попытка ограбления. Разочарованные полицейские удалились, а Гарви пригласил желающих разделить с ним скромную трапезу — запечённого лосося, которого он вёз в подарок.

## Персонажи
- Уэстлейк — строительный рабочий, уже полгода вынужденный перебиваться случайными заработками. За небольшое вознаграждение подрабатывает в лавочке Гарви.
- Гарви — держит небольшой ломбард на окраине Сан-Франциско, в районе полном нелегальных эмигрантов. Скуповатый, но добродушный.
- Тёртл — приятель Уэстлейка, прозванный за медлительность черепахой. Не может провести без еды даже небольшого отрезка времени и постоянно ищет чем перекусить.
- Бордуолк — сутенёр, услуги которого не нужны никому. Не расстаётся с младенцем, которого вынужден носить постоянно с собой.
- Диллорд — музыкант без определённых занятий, технически грамотен, разбирается в электроработах. Проводит время со своим другом Рамоном и ухаживает за его сестрой.
- Рамон — нелегальный эмигрант из Мексики. Не имеет постоянной работы, живёт со своей сестрой Марией, оберегая её целомудрие.
- Максин — контролёр, выписывает штрафы за неправильную парковку. Нимфоманка, не упускающая ни одного мужчины. Встречается по четвергам с Уэстлейком.
- Дон Фернандо — хозяин небольшого бара, по мнению Рамона идеальный кандидат на место мужа для его сестры.
- Жасмин — горничная в соседней с ломбардом квартире, знакомится с Бордуолком и имеет на него виды.

## В ролях
- Дональд Сазерленд — Уэстлейк
- Джек Уорден — Гарви
- Уоллес Шон — Тертл
- Лари Райли — Бордуолк
- Шон Пенн — Диллард
- Тринидад Сильва — Рамон
- Кристин Барански — Максин
- Шарлейн Вудард — Жасмин
- Эдуард де Сото — Дон Фернандо
- Ирвин Кори — Лаццарелло

## Критика
Винсент Кэнби из The New York Times написал: «фильм просто доказывает, что с правильным материалом умный режиссер и актерский состав тщательно опытных комических актеров может сделать столь же болезненно глупую комедию, как и любой на районе».
В ретроспективе карьеры Маля Роджер Эберт сказал, что фильм «был комедией, которая не сработала».